# جوليا ستون
جوليا ستون (بالإنجليزية: Julia Stone) هي مغنية أسترالية، ولدت في 13 أبريل 1984 في سيدني في أستراليا.

## وصلات خارجية
- الموقع الرسمي
- جوليا ستون على موقع IMDb (الإنجليزية)
- جوليا ستون على موقع ميوزك برينز (الإنجليزية)
- جوليا ستون على موقع أول ميوزيك (الإنجليزية)
- جوليا ستون على موقع ديسكوغز (الإنجليزية)
- جوليا ستون على موقع قاعدة بيانات الفيلم (الإنجليزية)